# NGC 4383
NGC 4383 је спирална галаксија у сазвежђу Береникина коса која се налази на NGC листи објеката дубоког неба.
Деклинација објекта је + 16° 28' 12" а ректасцензија 12h 25m 25,5s. Привидна величина (магнитуда) објекта NGC 4383 износи 11,8 а фотографска магнитуда 12,7. Налази се на удаљености од 16,8000 милиона парсека од Сунца. NGC 4383 је још познат и под ознакама UGC 7507, MCG 3-32-30, MK 769, IRAS 12228+1644, CGCG 99-44, VCC 801, KUG 1222+167, PGC 40516.